# バベル (企業)
株式会社バベルは、東京都港区に本社を置く翻訳会社である。翻訳学校バベルを運営。

## 沿革
- 1974年 - 創業。翻訳家養成講座(通信制)開講。
- 1976年 - 月刊『翻訳の世界』創刊。第1回「翻訳奨励賞」実施。
- 1977年 - 3月に「株式会社日本翻訳家養成センター」（後に「株式会社バベル（BABEL）」とする）を設立して法人化した。（創業1974年4月） とする。
- 1978年 - 翻訳学校「バベル翻訳・外語学院」東京校開校。
- 1982年 - 翻訳学校「バベル翻訳・外語学院」大阪校開校。
- 1984年 - 翻訳学校「バベル翻訳・外語学院」名古屋校開校。バベル・インターナショナル（翻訳サービス部門）発足。
- 1989年 - リーガル・コミュニケーション協会設立。
- 1999年 - 翻訳学校「バベル翻訳・外語学院」を「BABEL UNIVERSITY」に改称。
- 2000年 - オンライン翻訳専門職大学院（USA）「BABEL UNIVERSITY Professional School of Translation」開校。月刊『eとらんす』発刊。
- 2010年 - Webマガジン『The Professional Translator』発刊。
- 2022年 - オンライン図書館『知求翻訳図書館 on the web』開館